# Tityus androcottoides
Espèce
Synonymes
- Isometrus americanus androcottoides Karsch, 1879

Tityus androcottoides est une espèce de scorpions de la famille des Buthidae.

## Distribution
Cette espèce se rencontre au Guyana, au Venezuela, en Colombie et au Panama.

## Systématique et taxinomie
Cette espèce a été décrite sous le protonyme Isometrus americanus androcottoides par Karsch en 1879. Elle est élevée au rang d'espèce et placée dans le genre Tityus par Pocock en 1893.

## Publication originale
- Karsch, 1879 : « Skorpionologische Beiträge. II. » Mittheilungen des Münchener Entomologischen Vereins, vol. 3, no 2, p. 97-136 (texte intégral).